# Denton (Norfolk)
Pour les articles homonymes, voir Denton.
Denton est une paroisse civile et un village du Norfolk, en Angleterre.